# ブライス・ブレンツ
ブライス・エバレット・ブレンツ（Bryce Everett Brentz, 1988年12月30日 - ）は、アメリカ合衆国テネシー州ノックス郡ノックスビル出身のプロ野球選手（外野手）。右投右打。現在は、フリーエージェント（FA）。

## 経歴

### プロ入り前
2007年のMLBドラフト30巡目（全体917位）でクリーブランド・インディアンスから指名されたが、ミドルテネシー州立大学へ進学した。

### プロ入りとレッドソックス時代
2010年のMLBドラフト1巡目追補（全体36位）でボストン・レッドソックスから指名され、6月16日に契約。契約後、傘下のA-級ローウェル・スピナーズでプロデビュー。69試合に出場して打率.198・5本塁打・39打点・5盗塁の成績を残した。
2011年はまずA級グリーンビル・ドライブでプレーし、40試合に出場して打率.359・11本塁打・36打点・2盗塁の成績を残した。5月21日にA+級セイラム・レッドソックスへ昇格。A+級セイラムでは75試合に出場して打率.274・19本塁打・58打点・1盗塁の成績を残した。
2012年はまずAA級ポートランド・シードッグスでプレーし、122試合に出場して打率.296・17本塁打・76打点・7盗塁の成績を残した。8月30日にAAA級ポータケット・レッドソックスへ昇格。5試合に出場して打率.118の成績を残した。
2013年はAAA級ポータケットでプレーし、82試合に出場して打率.264・17本塁打・56打点・1盗塁の成績を残した。オフの11月20日にレッドソックスとメジャー契約を結び、40人枠入りした。
2014年3月7日にレッドソックスと1年契約に合意。3月13日にAAA級ポータケットへ配属され、そのまま開幕を迎えた。AAA級ポータケットでは63試合に出場して打率.243・12本塁打・53打点の成績を残した。9月17日にメジャーへ昇格し、同日のピッツバーグ・パイレーツ戦でメジャーデビュー。5回表無死の場面で代打として起用され、フランシスコ・リリアーノからメジャー初安打となる、左翼への二塁打を放った。この年は9試合に出場し、打率.308・2打点だった。
2015年は、メジャーでの出場機会はなかったが、マイナーではAAA級ポータケットで59試合に出場して打率.232・8本塁打・26打点という成績を記録した。
2016年は、2シーズンぶりにメジャーの試合に出場し、メジャー初本塁打も放った。最終的には25試合で打率.279・1本塁打・7打点という成績を残した。守備は、22試合で左翼手を守って1失策・守備率.963・DRS - 2と、やや不安定だった。
2017年3月31日に40人枠を外れる形でAAA級ポータケットへ配属された。この年はAAA級ポータケットでプレーし、120試合に出場して打率.271・31本塁打（AAA級における本塁打王）・85打点・1盗塁の成績を残した。オフの11月2日にレッドソックスとメジャー契約を結び、40人枠入りした。AAA級で31本塁打の好成績を残したことから、シーズンオフはNPB球団への移籍の可能性も取り沙汰された。

### メッツ傘下時代
2018年2月20日に金銭トレードで、パイレーツへ移籍したが、スプリングトレーニング中の3月26日にウェイバー公示を経てニューヨーク・メッツへ移籍した。移籍直後の28日に40人枠外になり、傘下のAAA級ラスベガス・フィフティワンズに配属された。ラスベガスでは55試合に出場し、打率.264、15本塁打、47打点の成績を残したが、10月5日にFAとなった。

### レッドソックス復帰
2019年1月10日にボストン・レッドソックスとマイナー契約を結び、スプリングトレーニングに招待選手として参加することになった。この年はAAA級ポータケットで95試合に出場し、打率.216、18本塁打、50打点の成績を残したが、11月4日にFAとなった。

### 独立リーグ時代
2020年1月31日に独立リーグ・アトランティックリーグのハイポイント・ロッカーズと契約したが、新型コロナウイルスの感染拡大によりリーグが開催されなかったため、公式戦に出場することなく退団した。
2022年2月8日にアメリカン・アソシエーションのケーンカウンティ・クーガーズと契約した。7月31日に自由契約となった。

## 詳細情報

### 年度別打撃成績
| 年 度    | 球 団    | 試 合 | 打 席 | 打 数 | 得 点 | 安 打 | 二 塁 打 | 三 塁 打 | 本 塁 打 | 塁 打 | 打 点 | 盗 塁 | 盗 塁 死 | 犠 打 | 犠 飛 | 四 球 | 敬 遠 | 死 球 | 三 振 | 併 殺 打 | 打 率 | 出 塁 率 | 長 打 率 | O P S |
| -------- | -------- | ----- | ----- | ----- | ----- | ----- | -------- | -------- | -------- | ----- | ----- | ----- | -------- | ----- | ----- | ----- | ----- | ----- | ----- | -------- | ----- | -------- | -------- | ----- |
| 2014     | BOS      | 9     | 26    | 26    | 5     | 8     | 2        | 0        | 0        | 10    | 2     | 0     | 0        | 0     | 0     | 0     | 0     | 0     | 9     | 0        | .308  | .308     | .385     | .692  |
| 2016     | BOS      | 25    | 64    | 61    | 8     | 17    | 3        | 0        | 1        | 23    | 7     | 0     | 0        | 0     | 0     | 3     | 0     | 0     | 17    | 1        | .279  | .313     | .377     | .690  |
| MLB：2年 | MLB：2年 | 34    | 90    | 87    | 13    | 25    | 5        | 0        | 1        | 33    | 7     | 0     | 0        | 0     | 0     | 3     | 0     | 0     | 26    | 1        | .287  | .311     | .379     | .690  |

- 2017年度シーズン終了時

### 背番号
- 73（2014年）
- 64（2016年）